# Rob Fredrickson
Robert J. Fredrickson (St. Joseph, 13 maggio 1971) è un ex giocatore di football americano statunitense che ha giocato nel ruolo di linebacker nella National Football League (NFL).

## Carriera
Al college Fredrickson giocò a football a Michigan State. Fu scelto come 22º assoluto nel Draft NFL 1994 dai Los Angeles Raiders. Vi giocò per quattro stagioni e 58 partite, tutte tranne sei come titolare. Dopo una stagione coi Detroit Lions in cui per la prima volta disputò tutte le 16 gare come partente, nel 1999 firmò con gli Arizona Cardinals, in cui trascorse le ultime quattro stagioni della carriera, rimanendo sempre stabilmente titolare.

## Palmarès
- PFWA All-Rookie Team - 1994

## Statistiche
| Partite totali      | 128  |
| Partite da titolare | 119  |
| Sack                | 15,5 |
| Intercetti          | 5    |